# Norwegische Meisterschaften im Biathlon 1959
Die norwegischen Meisterschaften im Biathlon fanden erstmals am 1. Februar 1959 am und um den Schießstand Løvenskiold (Løvenskioldbanen) in Eiksmarka, Gemeinde Bærum statt. Ausgetragen wurde ein Einzelwettkampf über 20 Kilometer.
Anders als in heutigen Wettkämpfen wurde nach 3,5; 15, 18 und 20 Kilometern geschossen, pro Fehlschuss wurde eine zweiminütige Zeitstrafe addiert. Sieger wurde Henry Hermansen aus Oslo.

## Männer

### Einzel (20 km)
| Platz | Starter              | Verein          | Zeit      | Treffer |
| ----- | -------------------- | --------------- | --------- | ------- |
| 1     | Henry Hermansen      | IL i BUL        | 1:40:40 h | 13      |
| 2     | Oddbjørn Skolegården | HV-05 Wåler     | 1:42:53 h | 14      |
| 3     | Knut Wold            | HV-05 Elverum   | 1:44:12 h | 15      |
| 4     | Einar Smalberget     | HV-05 Wåler     | 1:44:19 h | 12      |
| 5     | Erling Bjørn         | HV-05 Alvdal    | 1:44:54 h | 10      |
| 6     | Ove Liberg           | HV-05 Elverum   | 1:45:12 h | 16      |
| 7     | Ivar Skogsrud        | HV-05 Elverum   | 1:46:20 h | 14      |
| 8     | Lars Jahr            | Oslo Politis IL | 1:46:32 h | 13      |
| 9     | Reidar Hjermstad     | HV-05 Elverum   | 1:47:06 h | 10      |
| 10    | Jonas Roland         | HV-05 Fåberg    | 1:48:00 h | 10      |

Start: 1. Februar 1959